# سوک، بریتیش کلمبیا
سوک، بریتیش کلمبیا (به انگلیسی: Sooke) یک منطقهٔ مسکونی در کانادا است که در بریتیش کلمبیا واقع شده‌است. سوک ۵۶٫۶۲ کیلومتر مربع مساحت دارد ۵۰ متر بالاتر از سطح دریا واقع شده‌است.